# Pirrone
Pirrone (in greco antico: Πύρρων?, Pýrrōn; Elide, 365/360 a.C. circa – 275 a.C. circa) è stato un filosofo scettico greco antico dell'Elide orientale.

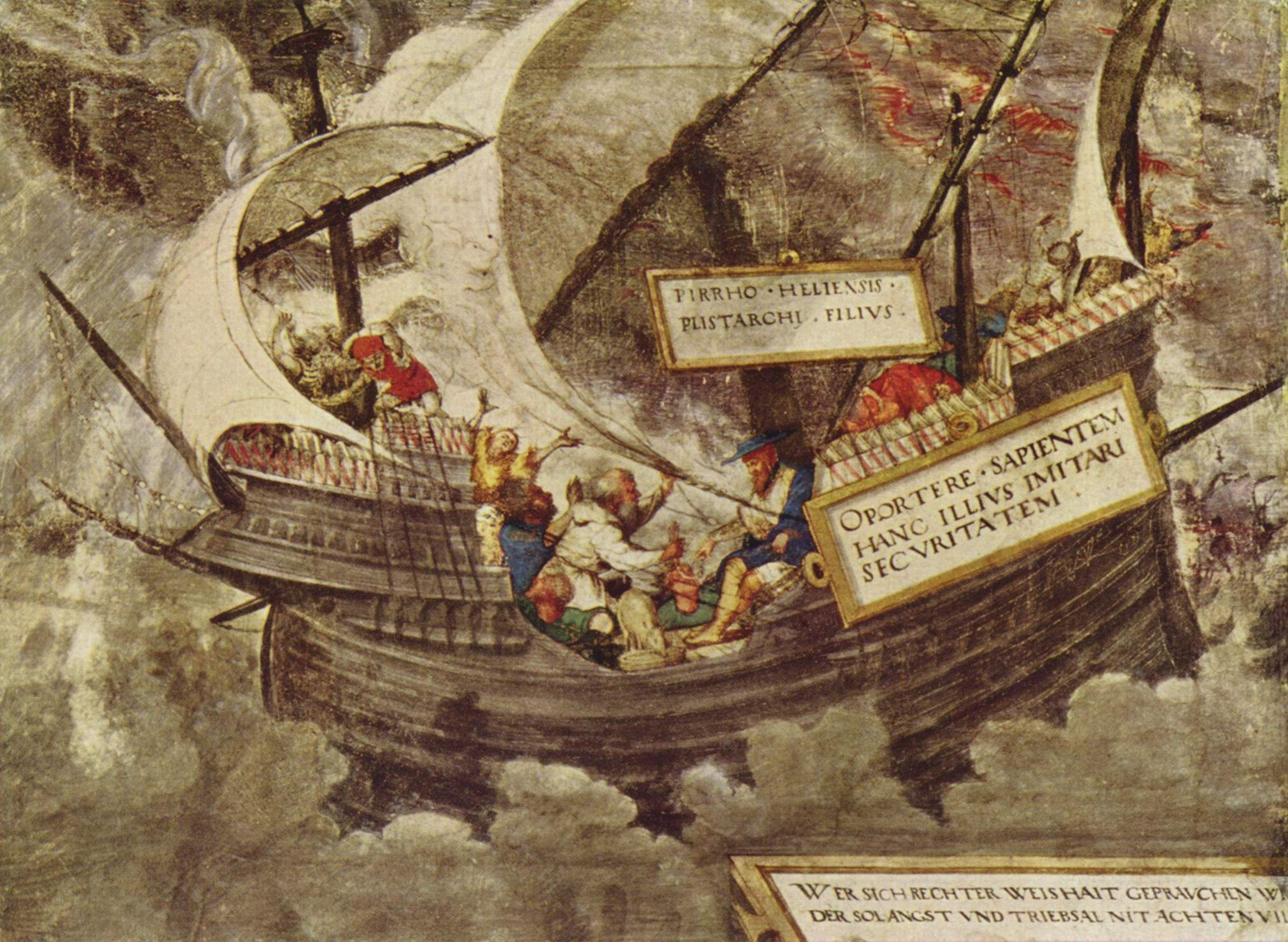
Pirrone attraversa un mare

Il suo metodo critico avrebbe poi dato il nome di scetticismo all'indirizzo filosofico che ne faceva uso sistematico. Questo metodo non va confuso con quello della sofistica, a cui Pirrone si dichiarava ostile. Inoltre, lo scetticismo pirroniano si distingue nettamente dall'omonimo scetticismo attuato da David Hume nel XVIII secolo ed infatti, per evitare confusioni, si preferisce spesso il nome di pirronismo per indicarne la forma originaria. Pirrone di Elide visse in semplicità e morì molto vecchio dopo aver seguito Alessandro Magno in Asia, avendo così occasione di conoscere i modi di pensare del mondo.

## Vita
Nato fra il 365 e il 360 a.C., Pirrone, secondo Diogene Laerzio che cita Apollodoro, fu inizialmente un pittore e alcune sue pitture erano visibili nel ginnasio di Elide. In seguito si indirizzò alla filosofia entrando in contatto dapprima con i maestri delle Scuole socratiche (in particolare con la dialettica megarica tramite Brisone, allievo di Stilpone) e poi con l'opera di Democrito, grazie ad Anassarco.
Pirrone, insieme con l'amico Anassarco, seguì la spedizione di Alessandro Magno verso Oriente, e studiò in India tra i gimnosofisti e tra i magi in Persia. Dalla filosofia orientale apprese il valore e la prassi di una vita ascetica e solitaria, libera dalle passioni. Ritornato a Elide, visse in modo frugale, ma fu molto stimato dagli abitanti della sua città natale e anche dagli ateniesi, che gli concessero i diritti di cittadinanza. Le sue dottrine - poiché egli non lasciò nulla di scritto, a parte un carme in onore di Alessandro - sono note principalmente tramite frammenti di Silloi (o versi satirici) del suo allievo Timone di Fliunte.

## Pensiero
Il principio essenziale del suo pensiero è sintetizzato dal termine acatalessia, che si traduce come l'impossibilità della conoscenza delle cose nella loro intima natura. 
Contro ogni affermazione, un principio contraddittorio può essere espresso con egual ragione. Secondariamente, è necessario per questo fatto mantenere un atteggiamento di sospensione dell'intelletto, o, come espresse il concetto Timone, nessuna proposizione può essere conosciuta come migliore di un'altra. In terzo luogo, questi risultati sono applicati alla vita in generale. Pirrone conclude che, dato che nulla può essere conosciuto, l'unico atteggiamento adatto alla vita è l'atarassia, libertà dalle preoccupazioni, «l'assenza di turbamento che consegue dalla sospensione del giudizio. Per lo scettico antico l'apparire delle cose è incerto, e non c'è nulla che possa venir dichiarato vero in sé. Ma lo scetticismo non è dubbio metodico su tutto; consiste solo nel rifiuto di ritenere vere, dogmaticamente, realtà incerte».
L'impossibilità della conoscenza, anche riguardo alla nostra stessa ignoranza o dubbio, dovrebbe indurre l'uomo saggio a ritirarsi in sé stesso, evitando qualsiasi eccessiva propensione o partecipazione per un'attività particolare, e praticando il controllo sulle emozioni, che non hanno fondamento nella realtà e appartengono al mondo delle vane fantasie. Questo scetticismo drastico è la prima e più totale interpretazione di agnosticismo nella storia del pensiero. I suoi risultati etici possono essere confrontati con la tranquillità ideale degli stoici e degli epicurei.
La via propria del saggio, diceva Pirrone, è di farsi tre domande. Per prima cosa dobbiamo chiederci cosa sono le cose e come esse sono costituite. Secondariamente, ci chiediamo come noi siamo legati a queste cose. In terzo luogo, ci domandiamo come dovrebbe essere il nostro atteggiamento nei loro confronti. Riguardo a cosa sono le cose, possiamo solo rispondere che non sappiamo nulla. Noi sappiamo solo come le cose ci appaiono, ma sulla loro essenza intrinseca siamo ignoranti.
La stessa cosa appare differentemente a persone differenti, e di conseguenza è impossibile sapere quale opinione è corretta. La diversità di opinioni fra i saggi come fra gli ignoranti, dimostra ciò. Noi possiamo avere opinioni, ma la certezza e la conoscenza sono impossibili. Di conseguenza il nostro atteggiamento verso le cose (la terza domanda) deve essere la completa sospensione del giudizio. Non possiamo essere certi di nulla, neanche delle affermazioni più banali.